# José Luis Amezcua Melgoza
José Luis Amezcua Melgoza (* 2. Mai 1938 in Purépero) ist ein mexikanischer Geistlicher und emeritierter Bischof von Colima.

## Leben
José Luis Amezcua Melgoza empfing am 22. Dezember 1962 die Priesterweihe.
Papst Johannes Paul II. ernannte ihn am 9. Mai 1995 zum Bischof von Campeche. 
Der Apostolische Nuntius in Mexiko, Girolamo Prigione, spendete ihm am 21. Juni desselben Jahres die Bischofsweihe; Mitkonsekratoren waren Emilio Carlos Berlie Belaunzarán, Erzbischof von Yucatán, und Carlos Suárez Cázares, Bischof von Zamora.
Papst Benedikt XVI. ernannte ihn am 9. Juni 2005 zum Bischof von Colima.
Am 11. November 2013 nahm Papst Franziskus seinen altersbedingten Rücktritt an.